# Боровское сельское поселение (Новгородская область)
Боровское сельское поселение — упразднённое муниципальное образование в Хвойнинском муниципальном районе Новгородской области России.
Административный центр — деревня Боровское, расположена к юго-западу от Хвойной.
В марте 2020 года упразднено в связи с преобразованием муниципального района в муниципальный округ. Оно соответствует административно-территориальной единице Боровское поселение Хвойнинского района.

## География
Территория сельского поселения расположена на северо-востоке Новгородской области. По территории протекают реки Песь, Ольховка, Граничная, Кушавера и др. На территории муниципального образования находится множество озёр — Видимирское, Вилея, Большое Кузино, Карасино и др.

## История
В первые годы Советской власти в Миголощской волости Боровичского уезда Новгородской губернии были образованы Боровской, Гусевский, Задельский и Мякишевский сельсоветы. 3 апреля 1924 постановлением ВЦИК Миголощская волость была присоединена к Кончанской волости Боровичского уезда. 1 августа 1927 года постановлением ВЦИК Боровичский уезд вошёл в состав новообразованного Боровичского округа Ленинградской области, Боровской, Гусевский и Задельский сельсоветы вошли в состав новообразованного Кончанского района, Мякишевский сельсовет вошёл в состав новообразованного Минецкого района этого округа. В ноябре 1928 года к Песковскому (быв. Гусевскому) была присоединена часть упразднённого Рысовского сельсовета 30 марта 1930 года в деревне Боровское был организован колхоз «Боровская горка»; в Мякишевском сельсовете в 1930 году были организованы сельхозартели: в Мякишево — Имени Сталина, в деревне Покромь — Имени Калинина. Постановлением ЦИК и СНК СССР от 23 июля 1930 года Боровичский округ был упразднён, районы стали подчинены непосредственно Леноблисполкому. 17 января 1931 года в деревне Рябково Боровского сельсовета был организован колхоз «Верный путь», так же в 1931 году в Боровском сельсовете были организованы колхозы «Красное Терехово» (Терехово), «Красная Клеймиха» (Клеймиха); в Яхново Мякишевского сельсовета, в 1931 году, была организована сельхозартель «Красный пахарь», в Песковском сельсовете были организованы сельхозартели «8-е Марта» (Ташково и Заколода), «Красные Пески» (Пески) и «Красное Зихново» (Зихново и Жирово). 20 сентября 1931 года Минецкий район был переименован в Хвойнинский, а центр района из села Минцы перенесён на станцию Хвойная. Постановлением Президиума ВЦИК от 1 января 1932 года Кончанский район был упразднён, Боровской и Песковский сельсоветы вошли в состав Хвойнинского района, Задельский сельсовет вошёл в состав Мошенского района. В 1932 году в Боровском сельсовете была организована сельхозартель «Красный Орёл» (Орёл), в 1933 году в Боровском сельсовете были организованы: колхоз «Волна» (Мутишино), сельхозартели «Красное Филистово» (Филистово) и «Красный прибой» (Видимирь.), Песковском сельсовете в 1933 году были организованы: колхоз «Красный моряк» (Гусево и Махново) и сельхозартель «Воззвание» (Ванёво и Иевково). По постановлению Президиума ВЦИК от 20 февраля 1937 года из Мошенского района в Хвойнинский район был передан Задельский сельсовет В конце 1930-х в Боровском сельсовете к колхозу «Волна» присоединили сельхозартель «Красный прибой», в Задельском сельсовете тогда существовали колхозы: «Богатырь» в Заделье и «Красное Маклаково» — в Маклаково. В 1943 году в Мякишевском сельсовете были организованы колхозы: «Красная Новинка» в деревне Новинка и «Ермак» в деревне Гумново; в Задельском сельсовете были организованы колхозы: «Победа» в деревне Лезгино и «Красный Шиловец» в деревне Шилово. Указом Президиума Верховного Совета СССР от 5 июля 1944 года Хвойнинский район вошёл во вновь образованную Новгородскую область.
На основании решения Хвойнинского райисполкома в 1950 году:
- к колхозу «Боровская горка» были присоединены все колхозы Боровского сельсовета: «Красное Терехово», «Красное Филистово», «Красная Клеймиха», «Волна», «Красный Орёл», «Верный путь», название у объединённого колхоза стало «Верный путь» с центральной усадьбой в Боровском, председателем правления колхоза был избран председатель прежнего колхоза «Боровская горка» — Григорьев Пётр Константинович;
- к колхозу «Богатырь» были присоединены все колхозы Задельского сельсовета: «Богатырь», «Победа». «Красное Маклаково», «Красный Шиловец», колхоз назвали «Комсомолец», центральная усадьба в Заделье; председателем правления колхоза был избран председатель Задельского сельсовета Николаев Андрей Николаевич.
- в колхоз имени Калинина были объединены все колхозы Мякишевского сельсовета;
- в колхоз «8-е Марта» были объединены все колхозы Песковского сельсовета.

8 июня 1954 года решением Новгородского облисполкома № 359 Задельский и Песковский сельсоветы были присоединены к Боровскому сельсовету, но 18 сентября 1958 года решением Новгородского облисполкома № 596 был вновь образован Задельский сельсовет в составе населённых пунктов Заделье (центр сельсовета), Лезгино, Маклаково и Шилово, выделенных из Боровского сельсовета. 27 сентября 1960 года в колхоз «Верный путь» присоединили колхоз «8-е Марта» прежнего Песковского сельсовета, и переименовали в колхоз имени Героя Советского Союза, Денисова Алексея Макаровича уроженца деревни Зихново.
Во время неудавшейся всесоюзной реформы по делению на сельские и промышленные районы и парторганизации, в соответствии с решениями ноябрьского (1962 года) пленума ЦК КПСС «о перестройке партийного руководства народным хозяйством» с 10 декабря 1962 года Решением Новгородского облисполкома № 764 Хвойнинский район был упразднён, сельсоветы вошли в крупный Пестовский сельский район. 24 декабря 1962 года Решением Новгородского облисполкома № 776 населённый пункт Песь был выделен из состава Мякишевского сельсовета и отнесён к категории рабочих посёлков. В 1963 году колхоз Задельского сельсовета «Комсомолец» решением общего собрания колхозников, утверждённого решением райисполкома, переименовали в колхоз «Ударник». 7 января 1963 года Решением Новгородского облисполкома № 19 был упразднён Мякишевский сельсовет с передачей населённых пунктов Гумново, Мякишево, Новинка, Яхново в состав Боровского сельсовета. 1 февраля 1963 года Президиум Верховного Совета РСФСР своим Указом утвердил Решение Новгородского облисполкома № 764 1962 года, но пленум ЦК КПСС, состоявшийся 16 ноября 1964 года, восстановил прежний принцип партийного руководства народным хозяйством, после чего Указом Верховного Совета РСФСР от 12 января 1965 года Боровский и Задельский сельсоветы во вновь восстановленном Хвойнинском районе.
К колхозу имени Денисова A.M. 15 февраля 1966 года был присоединён колхоз имени Калинина прежнего Мякишевского сельсовета, 8 февраля 1969 года был присоединён колхоз «Ударник» Задельского сельсовета. 9 марта 1971 года решением Новгородского облисполкома № 108 Задельский сельсовет был упразднён, а Заделье, Лезгино, Маклаково, Шилово вошли в состав Боровского сельсовета. 28 августа 1974 года решением Хвойнинского райисполкома № 89 года колхоз имени Денисова A.M. был реорганизован в совхоз имени Денисова A.M. директором стал председатель прежнего колхоза Григорьев Пётр Константинович. 21 декабря 1992 года совхоз имени Денисова реорганизован в ТОО имени Денисова, а 29 декабря 1999 года ТОО реорганизовано в сельскохозяйственный кооператив (СК) имени Денисова.
С принятием закона от 6 июля 1991 года «О местном самоуправлении в РСФСР» была образована Администрация Боровского сельсовета (Боровская сельская администрация), затем Указом Президента РФ № 1617 от 9 октября 1993 года «О реформе представительных органов власти и органов местного самоуправления в Российской Федерации» деятельность Боровского сельского Совета была досрочно прекращена, а его полномочия переданы Администрации Боровского сельсовета. По результатам муниципальной реформы, с 2005 года муниципального образования — Боровское сельское поселение Хвойнинского муниципального района (местное самоуправление), по административно-территориальному устройству населённые пункты поселения подчинены администрации Боровского сельского поселения Хвойнинского района.
Боровское сельское поселение было образовано законом Новгородской области от 17 января 2005 года № 396-ОЗ, Боровское поселение — законом Новгородской области от 11 ноября 2005 года № 559-ОЗ.

## Население
| 2010 | 2012 | 2013 | 2014 | 2015 | 2016 | 2017 |
| ---- | ---- | ---- | ---- | ---- | ---- | ---- |
| 319  | ↘315 | ↗321 | ↗324 | →324 | ↘317 | ↗330 |

## Населённые пункты
В состав поселения входят 19 населённых пунктов.
| №  | Населённый пункт | Тип населённого пункта | Население |
| -- | ---------------- | ---------------------- | --------- |
| 1  | Боровское        | деревня                | ↘96       |
| 2  | Ванёво           | деревня                | ↘2        |
| 3  | Гусево           | деревня                | ↘29       |
| 4  | Жирово           | деревня                | →1        |
| 5  | Заделье          | деревня                | ↘44       |
| 6  | Зихново          | деревня                | →0        |
| 7  | Клеймиха         | деревня                | ↘7        |
| 8  | Лезгино          | деревня                | →0        |
| 9  | Маклаково        | деревня                | →1        |
| 10 | Мутишино         | деревня                | ↗5        |
| 11 | Мякишево         | деревня                | →101      |
| 12 | Новинка          | деревня                | →5        |
| 13 | Орёл             | деревня                | →0        |
| 14 | Пески            | деревня                | →0        |
| 15 | Рябково          | деревня                | →0        |
| 16 | Ташково          | деревня                | →0        |
| 17 | Терехово         | деревня                | ↘70       |
| 18 | Филистово        | деревня                | →1        |
| 19 | Шилово           | деревня                | ↗6        |

Постановлением Правительства Новгородской области от 05.07.2021 № 192 населённый пункт Новинка был переименован в Боровскую Новинку.